# Cryptaspasma achlyoptera
Cryptaspasma achlyoptera är en fjärilsart som beskrevs av Clarke 1976. Cryptaspasma achlyoptera ingår i släktet Cryptaspasma och familjen vecklare. Inga underarter finns listade i Catalogue of Life.